# Nowosielec (Mazovie)
Pour les articles homonymes, voir Nowosielec.
Nowosielec (prononciation : [nɔvɔˈɕɛlɛt͡s]) est un village polonais de la gmina de Łosice dans le powiat de Łosice de la voïvodie de Mazovie dans le centre-est de la Pologne.
Il se situe à environ 4 kilomètres au nord de Łosice (siège de la gmina et du powiat) et à 119 kilomètres à l'est de Varsovie (capitale de la Pologne).
Le village possède une population de 136 habitants en 2012.

## Histoire
De 1975 à 1998, le village appartenait administrativement à la voïvodie de Biała Podlaska.